# Stef Wijlaars
Stef Wijlaars (* 19. ledna 1988, Mierlo) je nizozemský fotbalový záložník nebo obránce, v současnosti hráč nizozemského celku VV Gemert. Mimo Nizozemska působil na Slovensku a v České republice.

## Klubová kariéra
Svou fotbalovou kariéru začal v Mifanu, odkud ještě jako dorostenec zamířil do Eindhovenu. V roce 2008 přestoupil do FC Den Bosch, kde hrál za tým U19 a v roce 2007 postoupil do A-mužstva. V červnu 2010 podepsal smlouvu se slovenským FK Senica, kde působil až do června 2013. Po vypršení smlouvy se z vlastní iniciativy vrátil do Nizozemska.
V září 2013 přestoupil po několikadenních testech do českého klubu SK Sigma Olomouc, kde podepsal smlouvu do června 2015. Jeho příchod inicioval generální manažer Olomouce Zdeněk Psotka, který jej znal z působení v Senici. Wijlaars debutoval v olomouckém dresu v soutěžním utkání Poháru České pošty 25. září 2013 proti MFK Chrudim (výhra 2:0). V zimním přestupovém období sezony 2013/14 v týmu skončil.
V lednu 2014 se stal hráčem nizozemského celku VV Gemert.